# سرود سرخ
سرود سرخ یا مزامیر سرخ (مجاری: Még kér a nép) فیلمی در ژانر درام به کارگردانی میکلوش یانچو است که در سال ۱۹۷۲ منتشر شد. از بازیگران آن می‌توان به یوژف ماداراش و آندراس بالینت اشاره کرد.